# Димче Петровски
Димче Петровски (на македонска литературна норма: Димче Петровски) е офицер, генерал-майор от Северна Македония.

## Биография
Роден е на 15 октомври 1961 г. във Велес. През 1980 г. завършва техническо училище със строителен профил в Скопие. В периода 1980 – 1984 г. учи във Военната академия на Сухопътните войски на ЮНА в Белград и Карловац, профил сухопътни войски. От 1984 до 1986 г. е командир на взвод в Ниш. В периода 1986 – 1992 г. е командир на пионерска рота в Ниш (1986 – 1988) и Пирот (1988 – 1992). От 1992 до 1994 г. е началник на инженерната част на бригада. В периода 1994 – 2000 г. е командир на инженерен батальон в Скопие. През 1997 г. завършва Командно-щабната школа към Военното училище „Михайло Апостолски“ в Скопие. в Скопие. От 2000 до 2001 г. е началник-щаб и заместник-командир на инженерен полк в Скопие. От 2001 до 2002 г. е заместник-командир на Командването за обучение. Между 2002 и 2004 г. е командир на инженерен полк в Скопие. От 2004 до 2005 г. е началник на отделение за планове в Г-3 в Генералния щаб на Армията на Република Македония и началник на канцеларията за връзски с обществеността на Генералния щаб. Завършва магистратура във Военната академия „Г. С. Раковски“ в София през 2006 г. От 2006 до 2007 г. е командир на Командването за обучение. В периода 2007 – 2012 г. последователно е командир на втора и първа механизирани пехотни бригади. През 2008 г. завършва магистратура във Философския университет на Скопския университет. През 2011 г. защитава дисертация на тема „Международните военни операции и участието на армията на Република Македония в тях“. Бил е командир на седма моторизирана бригада. От 2012 г. е директор на Генералния щаб на армията на Република Македония. Остава на този пост до 21 май 2018 г., когато излиза в запаса.

## Звания
- Подпоручик (1984)
- Поручик (1985)
- Капитан (1988)
- Капитан 1 клас (1992)
- Майор (1996)
- Подполковник (2000)
- Полковник (2004)
- Бригаден генерал (2007)
- Генерал-майор (2013)

## Трудове
- АРМ кон НАТО, В съавторство с Проф. Др. Зоран Нацев, издадена от Философски факултет – Скопие;
- Општо за лидерството и карактеристики на военното лидерство, издадено от издателска къща „Европа 92“ – Кочани.
- Некои проблеми на планирањето на оперативно ниво, Воена Академија „ГС Раковски“, София, Р. България;
- Насоки и приоритети за развој на воената моќ на државата, Воена Академија „Г.С Раковски“, София, Р. България
- Фактори на вооружената борба, Воена Академија „Генерал Михаило Апостолски“ – Скопје;
- Методологија за разработување на визија за Развој на вооружените сили, Воена Академия „Г.С Раковски“, София, Р. България